# Tà Pơơ
Tà Pơơ là một xã thuộc huyện Nam Giang, tỉnh Quảng Nam, Việt Nam.

## Địa lý
Xã Tà Pơơ có vị trí địa lý: 
- Phía đông giáp xã Tà Bhing
- Phía tây giáp xã Zuôih
- Phía nam giáp xã Đắc Pring và xã Chà Vàl
- Phía bắc giáp huyện Đông Giang.

Xã Tà Pơơ có diện tích 175,64 km², dân số năm 2019 là 1.294 người, mật độ dân số đạt 7 người/km².

## Lịch sử
Ngày 10 tháng 1 năm 2011, Chính phủ ban hành Nghị quyết 03/NQ-CP. Theo đó, thành lập xã Tà Pơơ trên cơ sở điều chỉnh 9.370 ha diện tích tự nhiên và 719 người của xã Tà Bhing, 8.193,91 ha diện tích tự nhiên và 313 người của xã Zuôih.
Sau khi điều chỉnh địa giới hành chính xã Tà Pơơ có 17.563,91 ha diện tích tự nhiên và 1.032 nhân khẩu.